# Monétay-sur-Allier
Monétay-sur-Allier település Franciaországban, Allier megyében. Lakosainak száma 538 fő (2022. január 1.). Monétay-sur-Allier Châtel-de-Neuvre, Contigny, La Ferté-Hauterive, Meillard és Verneuil-en-Bourbonnais községekkel határos.

## Népesség
A település népességének változása:
| Lakosok száma | 409  | 403  | 393  | 529  | 494  | 486  | 524  | 541  | 542  | 538  |
|               | 1968 | 1982 | 1990 | 2006 | 2013 | 2015 | 2017 | 2019 | 2020 | 2022 |